# Петар (севастократор)
Петар је био бугарски племић који је носио високу титулу севастократора око 1253. године, и владао је значајним територијама у Бугарској током владавине свог шурака цара Михаила II Асена. Оженио се Аном-Теодором, ћерком цара Јована Асена II Бугарског са којом је имао ћерку, која се удала за видинског деспота Шишмана и основала шишманску грану династије Асена.